# 松平正朝 (大草松平家)
松平 正朝（まつだいら まさとも、生没年不詳）は、戦国時代から江戸時代初期の武将。松平康安の子。大草松平家の8代目当主。通称壱岐守、善四郎 。妻は松平近正の娘。

## 略歴
徳川家康に仕え、小田原の役にも参陣。慶長5年（1600年）より台徳院に仕える。関ヶ原の戦いでは上田城を攻めた（第二次上田合戦）。慶長10年（1605年）4月16日に従五位下壱岐守に叙された。大坂の陣にも供奉し、夏の陣では御書院番の小頭を務めた。元和8年（1622年）、大番頭に就任し、1000石を領する。元和9年（1623年）5月、父の遺跡を継ぎ、駿府定番となる。寛永2年（1625年）より徳川忠長に仕えるも、寛永9年（1632年）忠長が改易された際、水谷勝隆に預けられる。寛永12年（1635年）に許され、水戸藩の徳川頼房に附属し家老となる。